# Halland
L'Halland è una provincia storica (landskap) della Svezia sud-occidentale, anticamente parte della Danimarca. Confina con lo Småland, la Scania e il Västergötland. Si affaccia inoltre sul Kattegat (Mare del Nord).

## Contea
Le province attualmente non hanno funzioni amministrative in Svezia, oggi assunte dalle contee (län). La contea di Halland comprende quasi tutta l'omonima provincia, fatta eccezione per piccole parti comprese nelle contee di Västra Götaland e Scania. L'Halland comprendeva storicamente anche l'isola danese di Anholt.

## Geografia fisica
I fiumi Lagan, Ätran, Nissan e Viskan scorrono attraverso la provincia e raggiungono il mare sfociando nel Kattegat. L'Halland è ben conosciuto per la fertilità del suolo e per essere un distretto agricolo.

## Popolazione
L'Halland ha una popolazione di 287.558 abitanti. Di questi, 272.142 risiedono nella contea di Halland, gli altri in quella di Västra Götaland (13.363) e Scania (2.053).

## Geografia antropica
Dopo la pace di Roskilde (1658) Halland divenne definitivamente svedese e venne organizzata in contee.

### Centene (härader) e città prima del 1970
Prima della riforma amministrativa del 1970, Halland contava otto centene: Höks härad, Tönnersjö härad, Halmstads härad, Årstads härad, Faurås härad, Himle härad, Viske härad e Fjäre härad
Lo status di città in Svezia (conferito fino al 1971) doveva essere richiesto al re. La corona danese era più disponibile a conferirlo di quanto non lo facesse quella svedese, cosicché in Scania (Halland, Scania e Blekinge) è stato concesso maggiormente che nel resto della Svezia. I centri che ricevettero lo status di città dalla Danimarca furono:
- Falkenberg (1558)
- Halmstad (nel 1200 circa)
- Kungsbacka (nel 1400 circa)
- Laholm (nel 1200 circa)
- Varberg (nel 1100 circa)

### Comuni tra 1952 e 1971
- Falkenbergs stad
- Halmstads stad
- Kungsbacka stad
- Laholms stad
- Varbergs stad

### Città mercato (köpingar)
- Oskarströms köping

## Storia
L'Età del Bronzo fu probabilmente un periodo di relativa prosperità nell'Halland. Ciò è dimostrato dalla quantità di insediamenti e reperti archeologici venuti alla luce. Sono stati scoperti inoltre più di 1.100 tumuli e tombe preistoriche.
Alla fine dell'Età del Bronzo vi fu uno sfruttamento delle risorse che portò alla deforestazione di vaste aree, fenomeno forse dovuto alla forte domanda interna di carbone per fondere oro e bronzo presso le élite locali. Con il peggioramento delle condizioni climatiche nell'Età del Ferro scarseggiò il carbone e vi fu quindi un collasso della struttura sociale, che da lì in poi divenne relativamente egualitaria.
Attorno al 200 D.C. dai villaggi locali si formano comunità più grandi e piccoli regni, e sembra che questo sia stato conseguente a una probabile influenza del vicino Impero Romano. Durante il V e il VI secolo furono anche edificate delle fattorie, che col tempo si ingrandirono. Successivamente i vecchi villaggi furono abbandonati per costruirne di nuovi, nelle aree che poi sarebbero state maggiormente abitate durante il Medioevo. Cominciò anche l'estrazione del ferro.
Nell'870 l'Halland era già con tutta probabilità provincia della Danimarca, alla quale sarebbe appartenuto per un lunghissimo periodo. Fu adottata la stessa legge provinciale della Scania e a Getinge si insediò anche un parlamento locale (thing).
Dal VI secolo la provincia fu teatro di considerevoli azioni militari che videro Svezia, Danimarca e talvolta la Norvegia combattere per la supremazia in Scandinavia. Queste guerre impoverirono il territorio e causarono un forte impatto sociale, poiché la popolazione fu demotivata a investire nelle proprie terre e proprietà, ripetutamente devastate dai conflitti. In questo periodo l'Halland fu anche luogo di saccheggi, quando fu invaso da Haakon IV di Norvegia (nel 1256), da Magnus III di Svezia (nel 1277) e da Eric VI di Danimarca (nel 1294). Inoltre, la provincia fu temporaneamente divisa in due parti, adottando il fiume Ätran come confine.
Durante l'Unione di Kalmar, l'Halland giocò un ruolo piuttosto importante (il re doveva essere eletto ad Halmstad).
Durante la ribellione di Engelbrekt (1434) la fortezza di Falkenberg fu incendiata e due anni più tardi Lagaholm cadde in mano agli Svedesi. Le numerose lotte dano-svedesi agli inizi del XVI secolo continuarono a colpire la provincia a lungo; nel 1519 fu saccheggiata ai confini dagli Svedesi in risposta a un'azione analoga effettuata dai Danesi nel Västergötland. Vi fu anche la Battaglia di Axtorna.
L'Halland fu occupato dalla Svezia nel 1645 dopo il Trattato di Brömsebro, per un periodo di 30 anni. Fu annesso definitivamente dopo il Trattato di Roskilde nel 1658. L'isola di Anholt fu tuttavia erroneamente esclusa dal Trattato e rimase danese. L'ultima battaglia nell'Halland avvenne a Fyllebro, il 17 agosto 1676.
Il periodo di pace che seguì determinò una ripresa dello sviluppo: nel XIX secolo l'attività agricola nelle fattorie progredì fino a diventare una delle più avanzate nel paese dalla fine del secolo. Parti del territorio continuarono però a essere povere e l'erosione insieme al ritirarsi della sabbia rimaserò un problema per la maggior parte dell'800. Vi fu anche una forte emigrazione che continuò nel XX secolo, in cui tuttavia la provincia fu una delle più veloci a progredire. Dopo la Seconda guerra mondiale la popolazione raddoppiò, specialmente nella parte settentrionale, dove i centri di Kungsbacka e Onsala sono divenuti sobborghi di Göteborg.

### Araldica
All'Halland fu assegnato il suo stemma attuale in occasione dei funerali di Carlo X Gustavo di Svezia nel 1660. Rispetto alla provincia del Blekinge, né la Scania né l'Halland avevano un proprio stemma sotto il dominio danese.

## Cultura
Nel XIII secolo fu costruita la Fortezza di Varberg, meglio fortificata con mura più alte nel XV secolo.

## Società

### Lingue e dialetti
Nell'Halland si parla un dialetto dello Svedese chiamato Halländska, diviso a sua volta in una varietà settentrionale (appartenente al gruppo dei dialetti del Götaland) e in una meridionale (variante del dialetto della Scania, un tempo Danese Orientale). A est si parla invece il dialetto dello Småland.